# Крушельницький Остап Антонович
Оста́п Анто́нович Крушельни́цький (26 березня 1913, Городенка — 1937, Сандармох, Карелія) — український дослідник кіно, журналіст. Член родини Крушельницьких, знищеної органами НКВД СРСР.

## Життєпис
Остап був наймолодшим сином Антіна Крушельницького та його дружини Марії Крушельницької. Мав трьох братів: Івана, Богдана, Тараса, а також сестру Володимиру. Його племінницями є Лариса Крушельницька і Марія Крушельницька.
Остап разом із більшістю своєї великої родини в 1934 році переїхав з Галичини — зони окупації Польщі, до східної України — зони окупації СРСР. Викладав німецьку мову в Інституті променергетики. Того ж року заарештований НКВД у справі «Об'єднання українських націоналістів». 
Окрема нарада при НКВД СРСР 10 квітня 1935 року ухвалила вирок за ст. 54-8 КК УРСР — 5 років виправно-трудових таборів. Відбував покарання в Соловках (політізолятор Кремля, табірний пункт Анзер).
Восени 1937-го розстріляний (як і його батько і брат Богдан) в карельському урочищі Сандармох (поблизу м. Медвеж'єгорськ, Карелія, РФ).
Реабілітований прокуратурою Харківської області 21 вересня 1989 року.

## Зі спогадів Лариси Крушельницької
|                          | Хто знає, ким би став у майбутньому Остап Крушельницький? Він дуже цікавився кіномистецтвом. У 17 років уже друкувався у журналі «Кіно». Аж дивно, наскільки поважно й розумно трактував він уже тоді роль документального любительського кіно у фіксації історії. Окремі його замітки появлялися і в журналі «Світло і тінь», одним із редакторів якого був небіж по сестрі Діда Антона — Юліан Дорош, відомий уже тоді фотограф і кінооператор. |
| — З книжки «Рубали ліс». | |